# Санчес, Алексис
Але́ксис Алеха́ндро Са́нчес Санчес (исп. Alexis Alejandro Sánchez Sánchez; род. 19 декабря 1988[…], Токопилья, Антофагаста) — чилийский футболист, нападающий итальянского клуба «Удинезе» и капитан национальной сборной Чили. Лучший бомбардир в истории сборной Чили.

## Карьера

### Детство
Санчес родился в чилийском городе Токопилья, в семье рыбака. В возрасте 15 лет, играя в футбол со своими друзьями по соседству, он так впечатлил мэра Токопильи, что тот решил вручить ему его первые бутсы.

### Ранние годы
Первым клубом Алексиса был «Арауко» из Токопильи, где он играл до 14 лет, а затем игрок перешёл в «Кобрелоа». Дебютировал за клуб в юном возрасте и уже к 18 годам стал важным игроком основы и считался одним из самых талантливых игроков Южной Америки. С этой командой Санчес дебютировал в первом дивизионе, когда ему было 16 лет, став таким образом одним из самых молодых футболистов, играющих в чемпионате, и быстро привлекших внимание европейских топ-клубов.

### «Удинезе»

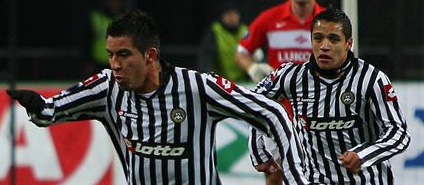
Санчес в составе «Удинезе»

В 2006 году Алексис был куплен итальянским «Удинезе» за 3 млн долларов и сразу же был отдан в аренду в чилийский «Коло-Коло», вместе с которым дважды выиграл чемпионат Чили. Всего за клуб он провёл почти 50 матчей и забил 9 голов. Следующий сезон Алексис провёл в аргентинском клубе «Ривер Плейт», который по итогам сезона стал чемпионом страны. В 2008 году «Удинезе» больше не стал отдавать Санчеса в аренду, и игрок постепенно завоевал место в основе клуба. Летом 2008 года ходили слухи о его переходе в «Манчестер Юнайтед», где Санчес должен был заменить Криштиану Роналду в случае перехода последнего в «Реал», но трансфер Алексиса не состоялся. Дебют вингера в футболке «зебр» в официальном матче состоялся 14 сентября в матче 2-го тура Серии А против туринского «Ювентуса», Санчес вышел на поле на 58-й минуте игры, но ничем не отметился. Матч закончился минимальным поражением команды из Удине со счётом 0:1. 18 сентября дебютировал в еврокубках — в матче Лиги Европы против дортмундской «Боруссии». 19 октября в матче 7-го тура против «Лечче» Санчес забил свой первый гол за «Удинезе». 29 октября в матче 9-го тура забил один из двух безответных мячей в ворота «Катании». 8 февраля в матче 23-го тура принёс «зебрам» победу над «Болоньей» (1:0) и был признан «игроком матча». В своём первом итальянском сезоне Санчес забил всего 3 гола в 31 матче.
Первый гол в новом сезоне Санчес забил лишь 24 февраля в матче 17-го тура против «Кальяри» (2:1). 3 марта, в матче 32-го тура, помог «зебрам» разгромить «Ювентус» со счётом 3:0. 21 апреля принёс своей команде минимальную победу в Кубке Италии, забив единственный мяч в ворота «Ромы».
27 февраля в матче 27-го тура чемпионата Италии 2010/11 Алексис Санчес оформил покер в ворота «Палермо», став первым чилийцем, которому удалось забить четыре мяча в одном матче в Серии А. Санчес забивал голы на 19-й, 28-й, 42-й и 48-й минутах встречи. Матч завершился со счётом 7:0 в пользу «Удинезе».

### «Барселона»

#### Трансфер
21 июля 2011 года было объявлено о переходе Алексиса Санчеса в испанскую «Барселону», заплатившую за трансфер игрока €26 млн, ещё €11 млн были обещаны «Удинезе» в качестве бонусов. Таким образом, футболист стал самым дорогим игроком в истории чилийского футбола и первым чилийцем в истории «Барселоны». Вингер подписал с новым клубом пятилетний контракт. В «Барселоне» футболист стал носить 9-й номер и футболку с надписью «Алексис». После перехода Санчес сказал:
«Я рад, что моя мечта наконец-то осуществилась. Теперь всё будет намного серьёзнее».

#### Сезон 2011/12
14 августа, в первом матче за Суперкубок Испании против мадридского «Реала», состоялся дебют Алексиса в футболке «каталонцев». Вингер провёл на поле все 90 минут. Поединок закончился со счётом 2:2. В ответном матче чилиец попал в заявку, но на поле не появился. По сумме двуx встреч трофей достался «Барселоне», а Алексис завоевал свой первый титул в составе нового клуба. 26 августа Санчес дебютировал в матче за Суперкубок УЕФА, выйдя на замену на 61 минуте игры вместо испанца Давида Вильи. Дебют в Примере состоялся 29 августа, в матче 1-го тура против «Вильярреала», в этой же игре на 46 минуте он, получив проникающий пас от Тьяго, забил свой первый гол за «Барселону», пробив низом в дальний угол. Для «сине-гранатовыx» этот матч закончился крупной победой со счетом 5:0. В выездном матче 2-го тура с «Реал Сосьедадом» Алексис уже на 31-й минуте игры получил сильный удар по ногам и не смог продолжить встречу. После чего он пропустил почти два месяца. Оправившись от травмы, вингер появился на поле в матче Лиги чемпионов против «Виктории», выйдя на замену вместо Эрика Абидаля (4:0). 29 ноября Санчес оформил первый дубль в составе «Барселоны», дважды поразив ворота «Райо Вальекано» (4:0). Особенно красивым получился первый гол: Санчес, находясь на левом краю штрафной площади, получил пас от Хави и закрутил мяч в дальний угол, после чего тот вначале попал в дальнюю штангу, а уже от неё залетел в ворота. В следующем туре Примеры Алексис отличился вновь, а «Барселона» разгромила «Леванте» со счётом 5:0. 11 декабря в матче 15-го тура против «Реала» Санчес, исполнив бильярдный по точности удар под самую штангу ворот Касильяса, позволил «сине-гранатовым» сравнять счёт в матче, после чего мячи Фабрегаса и Хави принесли «Барселоне» гостевую победу со счётом 1:3. 15 декабря Санчес вышел на замену в первом полуфинальном матче Клубного чемпионата мира против «Аль-Садда» вместо Давида Вильи, получившего серьёзную травму, однако на 71-й минуте игры ему самому потребовалась замена. После матча Хосеп Гвардиола сказал, что у Алексиса диагностирован дискомфорт мышц, и он не сыграет в финале.
13 января забил свой первый гол в Кубке Испании, поразив ворота «Осасуны». 16 января, в домашнем матче против «Бетиса», отметился голевой передачей на Месси в первом тайме и точным ударом на 75-й минуте игры во втором, что позволило «Барселоне» вырвать победу со счётом 4:2. 12 февраля в матче с «Байером» Санчес забил свой первый и второй гол в Лиге чемпионов, отличившись в каждом из таймов. 10 апреля забил два из четырёх безответных мячей в ворота «Хетафе» (4:0), один из голов был забит головой. 21 апреля в матче 34-го тура Примеры против «Реала» Алексис вышел на замену на 69-й минуте игры вместо Хави и спустя минуту забил гол, однако мадридцы одержали победу 1:2. Вместе с «Барселоной» Санчес дошёл до 1/2 финала Лиги чемпионов, где «сине-гранатовые» минимально уступили «Челси» со счётом 2:3, несколько хороших моментов для взятия ворот упустил Санчес. 26 мая он выиграл свой четвёртый трофей в составе «каталонцев» — в противостоянии с баскским «Атлетиком» был завоёван Кубок Испании (3:0). Всего по итогам сезона 2011/12 Алексис забил 15 голов во всех турнирах (12 — в чемпионате Испании, 1 — в Кубке Испании и 2 — в Лиге чемпионов).

#### Сезон 2012/13
Начало сезона вышло для Санчеса не очень удачным — он не мог забить на протяжении семи матчей подряд во всех турнирах. Однако две его голевые передачи в матчах с «Осасуной» и московским «Спартаком» помогли «Барселоне» одержать волевые победы в этих встречах. 2 октября вингер забил первый мяч в сезоне, расстреляв ворота «Бенфики» в матче группового этапа Лиги чемпионов. 7 октября Санчес провёл свой 50-й матч за «Барселону», юбилейная игра пришлась на матч 7-го тура Примеры против «Реал Мадрида». В ноябре Алексис получил травму лодыжки в расположении сборной Чили и выбыл из строя почти на месяц. 11 января вингер сделал первый в сезоне дубль, дважды отличившись в ворота «Кордобы» в 1/8 финала Кубка Испании. 10 февраля чилиец положил начало разгрому «Хетафе» в домашнем матче 23-го тура чемпионата Испании: он откликнулся на разрезающую передачу Андреса Иньесты и в ближнем бою переиграл вратаря соперника Хорди Кодину.
9 марта вингер принёс своему клубу победу в матче 27-го тура с «Депортиво», замкнув в первом тайме головой прострел с правого фланга Дани Алвеса и сделав голевую передачу на Лео Месси во втором (2:0). 6 апреля Алексис провёл один из лучших матчей в сезоне: во встрече 30-го тура Примеры против «Мальорки» (5:0) чилиец забил два мяча и сделал две голевые передачи. В дальнейшем чилиец отличался забитым голом ещё в 3-х матчах Примеры подряд, установив собственный рекорд, в это время соперниками «каталонцев» были «Атлетик» (2:2), «Бетис» (4:2) и мадридский «Атлетико» (1:2). Последний мяч в сезоне вингер забил в каталонском дерби в ворота «Эспаньола» (2:0). Гол получился очень красивым: Алексис, приняв передачу на углу штрафной, обыгрался с Вильей, раскачал нескольких защитников и обводящим ударом пробил в дальний угол. По итогам сезона «Барселона» стала чемпионом Испании, набрав рекордные 100 очков, а Санчес завоевал свой первый чемпионский титул. В целом чилиец провёл сезон не слишком ярко, забив всего 11 голов во всех турнирах.

#### Сезон 2013/14
Сезон 2013/14 стал для Алексиса самым результативным за всю карьеру в «Барселоне». Свой первый гол чилиец забил уже в матче 1-го тура Примеры, положив начало разгрому «Леванте» (7:0). 14 сентября вингер принёс победу «Барселоне» в матче 4-го тура против «Севильи» на 94-й минуте встречи (3:2). 5 октября сделал дубль в ворота аутсайдера чемпионата — «Вальядолида» (4:1), при чём первый из голов получился очень красивым: Санчес принял мяч перед штрафной, чуть приблизился и, не встретив сопротивления, пробил четко в девятку. 26 октября Алексис отметился голом в очередном «Эль-Класико», ставшим для «Барселоны» победным (2:1). Чилиец вышел на поле на 70 минуте встречи, а уже через несколько минут, получив xорошую передачу от Неймара, ушёл от защитников и забил красивейший гол, эффектно перебросив мяч через вратаря мадридцев Диего Лопеса. 1 ноября забил единственный гол в матче с «Эспаньолом» на 68-й минуте игры, вновь с передачи бразильца. 5 января в поединке 18-го тура против «Эльче» Алексис оформил свой первый «xет-трик» в составе «каталонцев», первый из голов был забит хлестким ударом под перекладину после прострела Жорди Альбы, а третий — потрясающим ударом со штрафного. 1 февраля чилиец вывел команду вперёд в поединке с «Валенсией»: Месси с левого края прострелил низом на дальний угол вратарской, откуда Санчес техничным ударом в одно касание закинул снаряд за спину Диего Алвесу, однако «сине-гранатовые» уступили на своём поле со счётом 2:3. 9 февраля в выездном матче 23-го тура с «Севильей» сравнял счёт в матче, забив несколько курьёзный гол: после подачи со стандарта, Санчес, опередив соперников и находясь спиной к воротам, головой направил мяч в сетку. Встреча завершилась победой «Барсы» со счётом 1:4. После чего вингер отличался ещё в матчах против «Осасуны», «Райо Вальекано» и «Альмерии», однако затем не мог распечать ворота соперников почти два месяца и периодически стал выходить на поле со скамейки запасных. 17 мая в рамках 38-го тура Примеры забил единственный гол в ворота мадридского «Атлетико», поразив ворота Куртуа мощнейшим выстрелом сходу в ближнюю «девятку». Однако во втором тайме «матрасники» сумели сравнять счёт и обошли в турнирной таблице «Барселону».
По итогам сезона «каталонцы» завоевали только один трофей — в противостоянии всё с тем же «Атлетико» был завоёван Суперкубок Испании. Алексис забил 21 мяч (19 — в чемпионате Испании и 2 — в Кубке Испании) и стал вторым бомбардиром команды.

### «Арсенал»

#### 2014/2015
10 июля 2014 года Санчес перешёл в лондонский «Арсенал» за 35 млн фунтов стерлингов (44 млн евро) и подписал с клубом четырёхлетний контракт с зарплатой 4,5 млн в год.
Дебют Санчеса состоялся 10 августа в матче на Суперкубок Англии против «Манчестер Сити», в котором он был заменен в перерыве, а матч закончился победой «канониров» со счётом 3:0. 16 августа он дебютировал в Премьер-лиге в домашнем матче против «Кристал Пэлас». Санчес отдал голевую передачу на Лорана Косельни, а матч завершился победой 2:1. Первый гол за «канониров» забил в раунде плей-офф Лиги чемпионов УЕФА против турецкого «Бешикташа». Спустя 4 дня он забил свой первый гол в Премьер-лиге в домашнем матче против «Лестер Сити», завершившемся ничьей. 23 сентября в матче Кубка лиги Санчес забил свой 4-й гол за «Арсенал», но, несмотря на это, «канонирам» не удалось одержать победу над «Саутгемптоном». Свой первый гол за новый клуб в Лиге чемпионов он забил 1 октября в матче против «Галатасарая», а также поучаствовал в двух голах Дэнни Уэлбека. 18 октября он забил первый гол «Арсенала» в матче, а позже отдал голевую передачу на Уэлбека, которая помогла сравнять счет в матче против «Халл Сити». 3 декабря он забил единственный гол в матче против «Саутгемптона» на 89-й минуте, не дав «канонирам» потерять очки в домашней встрече. Санчес забил первый гол в домашней победе «Арсенала» 2:1 над «Куинз Парк Рейнджерс» 26 декабря и отдал ассист во втором голе на Томаша Росицки; ранее в этом же матче Санчес не реализовал пенальти, который был парирован Робертом Грином. 4 января 2015 года Санчес забил и отдал голевую передачу в Кубке Англии, которые помогли «Арсеналу» выбить «Халл Сити». Санчес отдал ассист Перу Мертезакеру и забил на 82-й минуте, а через две минуты его заменил Чуба Акпом. В следующей игре чемпионата против «Сток Сити», Санчес участвовал во всех трех голах, а сам матч закончился победой «канониров» — 3:0. Сначала он отдал голевую передачу на Лорана Косельни, а затем сам забил два мяча. 4 марта Санчес прервал свою безголевую серию из восьми матчей, забив второй гол «Арсенала» в ворота «КПР» на «Лофтус Роуд». Санчес забил третий гол «Арсенала» 4 апреля в победном матче против «Ливерпуля», завершившегося со счетом 4:1. Также в этой встрече он был выбран игроком матча. 18 апреля Санчес забил оба гола «Арсенала» в полуфинале Кубка Англии против «Рединга», а матч завершился победой «пушкарей» в дополнительное время со счётом 2:1.
В первом сезоне за клуб, забив 16 голов и отдав 8 результативных передач, был признан лучшим игроком АПЛ в сезоне 2014/15 по версии болельщиков.

#### 2015/2016
Санчес впервые появился в сезоне 2015/16 выйдя на замену в первый день нового сезона в матче против «Вест Хэм Юнайтед», закончившемся поражением 2:0. На следующей неделе, выйдя в стартовом составе, Санчес забил гол головой, который помог обыграть «Кристал Пэлас» со счетом 2:1. Позже гол был всё-таки записан как автогол Деймиена Делейни, защитника «Кристал Пэлас». 26 сентября 2015 года Санчес завершил свою безголевую серию из десяти матчей Премьер-лиги, оформив свой первый хет-трик за «Арсенал» в победном матче против «Лестера». Позже, 29 сентября, Санчез забил свой первый гол в Лиге чемпионов в этом сезоне в матче против «Олимпиакоса», а также отдал голевую передачу на Тео Уолкотта, однако это не помогло «Арсеналу», и матч закончился победой гостей со счетом 2:3.

#### 2016/2017
Во время презентации нового комплекта формы на сезон 2016/2017 «Арсенал» объявил, что Санчес сменил свой номер в команде с 17 на 7, который освободился в связи с уходом Томаша Росицки. 27 августа 2016 года в матче против «Уотфорда» Санчес забил свой первый мяч в новом сезоне, а также отдал голевую передачу, что помогло одержать канонирам гостевую победу со счетом 1:3. Санчес забил свой первый гол в Лиге чемпионов 13 сентября 2016 года в матче против «Пари Сен-Жермен», который завершился со счетом 1:1. 29 октября Санчес отличился дублем в гостевом матче против «Сандерленда», достигнув отметки в 50 голов за 106 матчей, проведенных за «Арсенал». 3 декабря Санчес оформил хет-трик, а также отдал голевую передачу на Месута Озила в гостевом матче против «Вест Хэма».
22 января 2017 года Санчес забил свой первый пенальти за клуб (не реализовав два предыдущих) в матче против «Бернли», завершившемся победой канониров 2:1, которая вывела «Арсенал» на второе место в турнирной таблице Премьер-лиги. 13 апреля Санчес был включен в шорт-лист из шести игроков, номинированных на звание «Игрок года по версии футболистов ПФА». В мае 2017 года Алексис получил награду «Игрок сезона» в составе Арсенала. Санчес завершил сезон, получив награду лучшего игрока матча, забив первый гол «Арсенала» в финале Кубка Англии в ворота «Челси», который помог канонирам одержать победу со счетом 2:1. Это был 13-й Кубок Англии для «Арсенала», а Арсен Венгер выиграл рекордный для себя 7-й Кубок Англии в карьере. Санчес закончил сезон лучшим бомбардиром клуба с 24 голами в АПЛ и 30 голами во всех соревнованиях. Тем самым Алексис стал первым игроком «Арсенала» со времен Робина ван Перси, которому удалось забить более 20 голов в лиге.

#### 2017/2018
Санчес вернулся с Кубка Конфедераций 2017 года травмированным, поэтому ему пришлось пропустить победный для канониров матч за Суперкубок Англии против «Челси», а также первый тур АПЛ против «Лестера», закончившийся 4:3 в пользу «Арсенала». Первый матч для Санчеса в сезоне пришелся на гостевое поражение от «Ливерпуля» со счетом 4:0. На протяжении всего трансферного окна было очень много разговоров о его будущем, в большинстве которых говорилось о желании уйти из клуба, чтобы играть в Лиге чемпионов. В итоге переход в «Манчестер Сити» не состоялся, поскольку сделка «Арсенала» по замене Санчеса Томасом Лемаром была отклонена. 14 сентября Алексис забил свой первый гол в текущем розыгрыше Лиги Европы в победном матче против «Кёльна» со счетом 3:1. Санчес забил свой первый гол в текущем сезоне Премьер лиги в победном для канониров матче над «Эвертоном», а также отдал голевую передачу на Озила. 18 ноября Санчес забил второй гол «Арсенала» в матче против «Тоттенхэма», закончившемся победой канониров 2:0, а через неделю забил решающий гол в ворота «Бернли». Свои последние два гола за «Арсенал» Алексис забил в гостевом матче против «Кристал Пэлас» 28 декабря, которые помогли одержать победу канонирам со счетом 3:2.

### «Манчестер Юнайтед»
22 января 2018 года было объявлено о том, что Алексис присоединится к «красным дьяволам» в обмен на Генриха Мхитаряна. Игрок заключил с клубом долгосрочный контракт и будет играть под седьмым номером.

### «Интернационале»
29 августа 2019 года отправился в аренду в итальянский клуб «Интернационале» до конца сезона 2019/20. 6 августа 2020 года перешёл в «Интернационале» на постоянной основе. Контракт подписан до 30 июня 2023 года.

### «Марсель»
10 августа 2022 году на правах свободного агента перешел в клуб французской Лиги 1 «Олимпик Марсель». 14 августа 2022 года дебютировал за «Марсель» в матче Лиги 1 против «Бреста», выйдя на замену Дженгизу Ундеру. 28 августа 2022 года в матче Лиги 1 против «Ниццы» забил свои первые голы за «Марсель», оформив дубль.

## Сборная

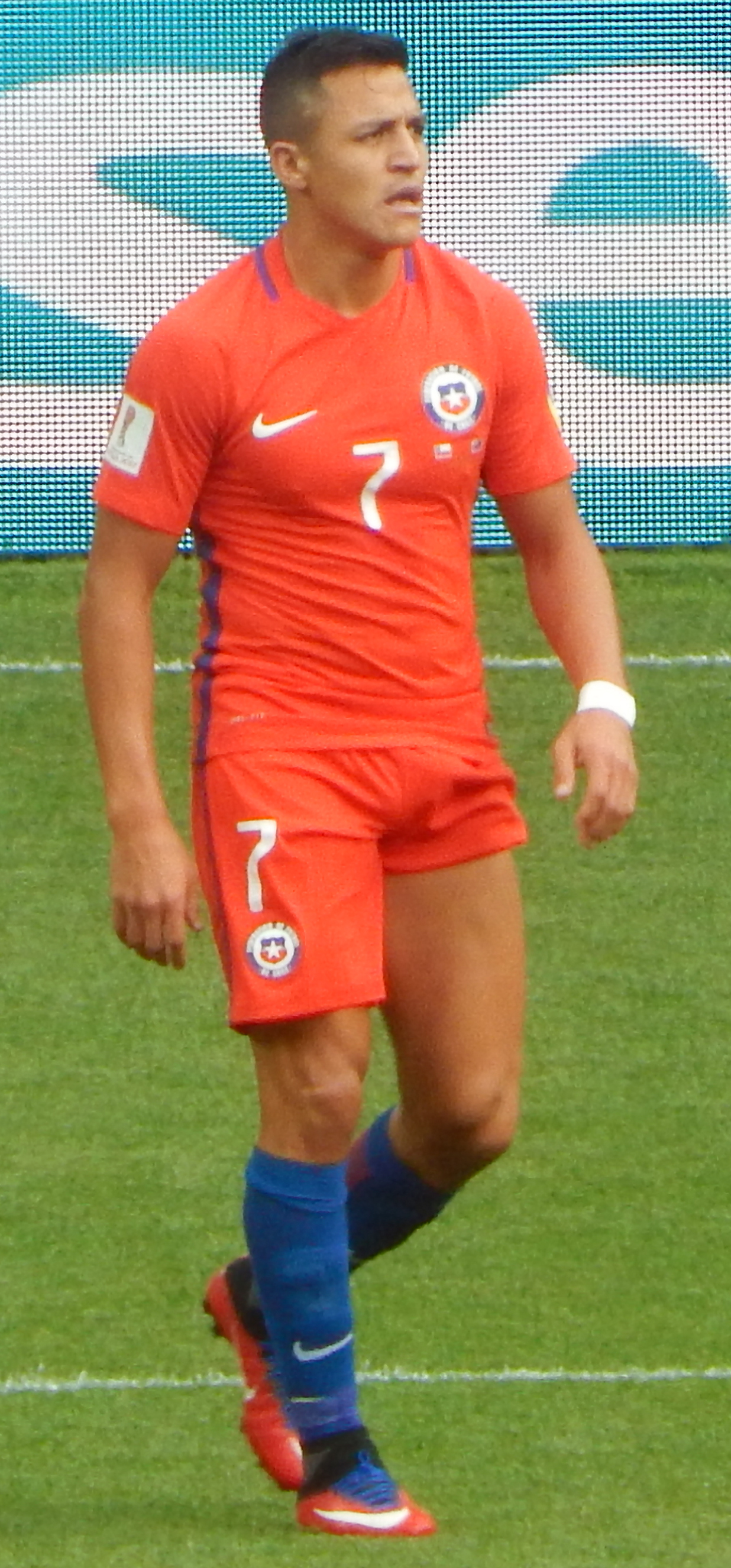
Санчес на Кубке конфедераций 2017 в игре против сборной Австралии

Санчес дебютировал за сборную, когда ему ещё не было 18 лет. В составе молодёжной сборной Чили принимал участие в чемпионате Южной Америки среди молодёжных команд 2007 и чемпионате мира среди молодёжных команд 2007.
В 2010 и в 2014 году был включён в заявки чилийцев на чемпионаты мира в ЮАР и Бразилии соответственно.
В 2015 году выиграл Кубок Америки (впервые для Чили). В этом турнире Алексис забил 1 гол в матче группового раунда против Боливии (разгром 5:0). В 1/4 финала против действующего чемпиона Уругвая Санчес был назван игроком матча. В 1/2 финала со счётом 2:1 был обыгран Перу. Финал против Аргентины закончился вничью 0:0, а в серии послематчевых пенальти удар Санчеса стал решающим.
Летом 2019 года Алексис был приглашён в сборную для участия в Кубке Америки, который состоялся в Бразилии. В первом матче в группе против Японии он отличился голом на 82-й минуте, а его команда одержала убедительную победу 4:0. Был признан лучшим игроком матча. Во втором матче против Эквадора вновь забил гол на 51-й минуте и принёс победу своей команде 2:1, а сам был признан лучшим игроком матча.
В 2024 году стал капитан сборной Чили.

### Голы за Сборную Чили
| №   | Дата            | Место                                                 | Соперник  | Гол | Результат | Соревнование       |
| --- | --------------- | ----------------------------------------------------- | --------- | --- | --------- | ------------------ |
| 1.  | 7 сентября 2007 | Эрнст Хаппель, Вена, Австрия                          | Швейцария | 1-1 | 1-2       | Товарищеский матч  |
| 2.  | 4 июня 2008     | Эль Теньенте, Ранкагуа, Чили                          | Гватемала | 1-0 | 2-0       | Товарищеский матч  |
| 3.  | 4 июня 2008     | Эль Теньенте, Ранкагуа, Чили                          | Гватемала | 2-0 | 2-0       | Товарищеский матч  |
| 4.  | 11 февраля 2009 | Питер Мокаба, Полокване, ЮАР                          | ЮАР       | 2-0 | 2-0       | Товарищеский матч  |
| 5.  | 28 марта 2009   | Монументаль, Лима, Перу                               | Перу      | 1-0 | 3-1       | ЧМ-2010 (отбор)    |
| 6.  | 10 июня 2009    | Национальный стадион, Сантьяго, Чили                  | Боливия   | 3-0 | 4-0       | ЧМ-2010 (отбор)    |
| 7.  | 10 июня 2009    | Национальный стадион, Сантьяго, Чили                  | Боливия   | 4-0 | 4-0       | ЧМ-2010 (отбор)    |
| 8.  | 12 августа 2009 | Брондбю, Брённбю, Дания                               | Дания     | 2-1 | 2-1       | Товарищеский матч  |
| 9.  | 26 мая 2010     | Estadio Municipal de Calama, Калама, Чили             | Замбия    | 1-0 | 3-0       | Товарищеский матч  |
| 10. | 26 мая 2010     | Estadio Municipal de Calama, Калама, Чили             | Замбия    | 2-0 | 3-0       | Товарищеский матч  |
| 11. | 30 мая 2010     | Estadio Municipal de Concepción, Консепсьон, Чили     | Израиль   | 2-0 | 3-0       | Товарищеский матч  |
| 12. | 17 ноября 2010  | Монументаль Давид Арельяно, Сантьяго, Чили            | Уругвай   | 1-0 | 2-0       | Товарищеский матч  |
| 13. | 19 июня 2011    | Монументаль Давид Арельяно, Сантьяго, Чили            | Эстония   | 4-0 | 4-0       | Товарищеский матч  |
| 14. | 8 июля 2011     | Мальвинас Архентинас, Мендоса, Аргентина              | Уругвай   | 1-1 | 1-1       | Кубок Америки 2011 |
| 15. | 11 июня 2013    | Национальный стадион, Сантьяго, Чили                  | Боливия   | 2-0 | 3-1       | ЧМ-2014 (отбор)    |
| 16. | 14 августа 2013 | Брондбю, Брённбю, Дания                               | Ирак      | 2-0 | 6-0       | Товарищеский матч  |
| 17. | 14 августа 2013 | Брондбю, Брённбю, Дания                               | Ирак      | 3-0 | 6-0       | Товарищеский матч  |
| 18. | 11 октября 2013 | Метрополитано Роберто Мелендес, Барранкилья, Колумбия | Колумбия  | 2-0 | 3-3       | ЧМ-2014 (отбор)    |
| 19. | 11 октября 2013 | Метрополитано Роберто Мелендес, Барранкилья, Колумбия | Колумбия  | 3-0 | 3-3       | ЧМ-2014 (отбор)    |
| 20. | 15 октября 2013 | Национальный стадион, Сантьяго, Чили                  | Эквадор   | 1-0 | 2-1       | ЧМ-2014 (отбор)    |
| 21. | 15 ноября 2013  | Уэмбли, Лондон, Англия                                | Англия    | 1-0 | 2-0       | Товарищеский матч  |
| 22. | 15 ноября 2013  | Уэмбли, Лондон, Англия                                | Англия    | 2-0 | 2-0       | Товарищеский матч  |
| 23. | 13 июня 2014    | Арена Пантанал, Куяба, Бразилия                       | Австралия | 1-0 | 3-1       | ЧМ-2014 (группа В) |
| 24. | 28 июня 2014    | Минейран, Белу-Оризонти, Бразилия                     | Бразилия  | 1-1 | 1-1       | ЧМ-2014 (1/8)      |
| 25. | 14 ноября 2014  | Estadio CAP, Талькауано, Чили                         | Венесуэла | 1-0 | 5-0       | Товарищеский матч  |
| 26. | 18 ноября 2014  | Монументаль Давид Арельяно, Сантьяго, Чили            | Уругвай   | 1-0 | 1-2       | Товарищеский матч  |
| 27. | 20 июня 2015    | Национальный стадион, Сантьяго, Чили                  | Боливия   | 2-0 | 5-0       | Кубок Америки 2015 |
| 28. | 5 сентября 2015 | Национальный стадион, Сантьяго, Чили                  | Парагвай  | 3-2 | 3-2       | Товарищеский матч  |
| 29. | 8 октября 2015  | Национальный стадион, Сантьяго, Чили                  | Бразилия  | 2-0 | 2-0       | ЧМ-2018 (отбор)    |
| 30. | 13 октября 2015 | Национальный стадион, Лима, Перу                      | Перу      | 1-0 | 4-3       | ЧМ-2018 (отбор)    |
| 31. | 13 октября 2015 | Национальный стадион, Лима, Перу                      | Перу      | 3-2 | 4-3       | ЧМ-2018 (отбор)    |
| 32. | 14 июня 2016    | Линкольн Файненшел Филд, Филадельфия, США             | Панама    | 3-1 | 4-2       | Кубок Америки 2016 |
| 33. | 14 июня 2016    | Линкольн Файненшел Филд, Филадельфия, США             | Панама    | 4-2 | 4-2       | Кубок Америки 2016 |
| 34. | 18 июня 2016    | Ливайс, Санта-Клара, США                              | Мексика   | 3-0 | 7-0       | Кубок Америки 2016 |
| 35. | 15 ноября 2016  | Национальный стадион, Сантьяго, Чили                  | Уругвай   | 2-1 | 3-1       | ЧМ-2018 (отбор)    |
| 36. | 15 ноября 2016  | Национальный стадион, Сантьяго, Чили                  | Уругвай   | 3-1 | 3-1       | ЧМ-2018 (отбор)    |

## Статистика выступлений

### Клубная статистика
| Выступление       | Выступление      | Выступление      | Лига | Лига | Кубки | Кубки | Континент | Континент | Прочие | Прочие | Итого | Итого |
| Клуб              | Лига             | Сезон            | Игры | Голы | Игры  | Голы  | Игры      | Голы      | Игры   | Голы   | Игры  | Голы  |
| ----------------- | ---------------- | ---------------- | ---- | ---- | ----- | ----- | --------- | --------- | ------ | ------ | ----- | ----- |
| Кобрелоа          | Апертура         | 2005             | 35   | 3    | —     | —     | 3         | 0         | —      | —      | 38    | 3     |
| Кобрелоа          | Апертура         | 2006             | 12   | 9    | —     | —     | —         | —         | —      | —      | 12    | 9     |
| Кобрелоа          | Итого            | Итого            | 47   | 12   | —     | —     | 3         | 0         | —      | —      | 50    | 12    |
| Коло-Коло         | Апертура         | 2006             | 18   | 4    | —     | —     | 9         | 1         | —      | —      | 27    | 5     |
| Коло-Коло         | Апертура         | 2007             | 14   | 1    | —     | —     | 7         | 3         | —      | —      | 21    | 4     |
| Коло-Коло         | Итого            | Итого            | 32   | 5    | —     | —     | 16        | 4         | —      | —      | 48    | 9     |
| Ривер Плейт       | Клаусура         | 2007/08          | 23   | 4    | —     | —     | 8         | 0         | —      | —      | 31    | 4     |
| Ривер Плейт       | Итого            | Итого            | 23   | 4    | —     | —     | 8         | 0         | —      | —      | 31    | 4     |
| Удинезе           | Серия А          | 2008/09          | 32   | 3    | 2     | 0     | 9         | 0         | —      | —      | 43    | 3     |
| Удинезе           | Серия А          | 2009/10          | 32   | 5    | 4     | 1     | —         | —         | —      | —      | 36    | 6     |
| Удинезе           | Серия А          | 2010/11          | 31   | 12   | 2     | 0     | —         | —         | —      | —      | 33    | 12    |
| Удинезе           | Итого            | Итого            | 95   | 20   | 8     | 1     | 9         | 0         | —      | —      | 112   | 21    |
| Барселона         | Примера          | 2011/12          | 25   | 11   | 7     | 1     | 6         | 2         | 3      | 0      | 41    | 14    |
| Барселона         | Примера          | 2012/13          | 28   | 8    | 6     | 2     | 9         | 1         | 2      | 0      | 45    | 11    |
| Барселона         | Примера          | 2013/14          | 34   | 19   | 9     | 2     | 9         | 0         | 2      | 0      | 54    | 21    |
| Барселона         | Итого            | Итого            | 88   | 38   | 22    | 5     | 24        | 3         | 7      | 0      | 141   | 46    |
| Арсенал           | Премьер-лига     | 2014/15          | 35   | 16   | 7     | 5     | 9         | 4         | 1      | 0      | 52    | 25    |
| Арсенал           | Премьер-лига     | 2015/16          | 30   | 13   | 4     | 1     | 7         | 3         | 0      | 0      | 41    | 17    |
| Арсенал           | Премьер-лига     | 2016/17          | 38   | 24   | 5     | 3     | 8         | 3         | 0      | 0      | 51    | 30    |
| Арсенал           | Премьер-лига     | 2017/18          | 19   | 7    | 2     | 0     | 1         | 1         | 0      | 0      | 22    | 8     |
| Арсенал           | Итого            | Итого            | 122  | 60   | 18    | 9     | 25        | 11        | 1      | 0      | 166   | 80    |
| Манчестер Юнайтед | Премьер-лига     | 2017/18          | 12   | 2    | 4     | 1     | 2         | 0         | 0      | 0      | 18    | 3     |
| Манчестер Юнайтед | Премьер-лига     | 2018/19          | 20   | 1    | 3     | 1     | 4         | 0         | 0      | 0      | 27    | 2     |
| Манчестер Юнайтед | Итого            | Итого            | 32   | 3    | 7     | 2     | 6         | 0         | 0      | 0      | 45    | 5     |
| Интернационале    | Серия А          | 2019/20          | 22   | 4    | 4     | 0     | 6         | 0         | 0      | 0      | 32    | 4     |
| Интернационале    | Серия А          | 2020/21          | 30   | 7    | 3     | 0     | 5         | 0         | 0      | 0      | 38    | 7     |
| Интернационале    | Серия А          | 2021/22          | 27   | 5    | 5     | 2     | 6         | 1         | 1      | 1      | 39    | 9     |
| Интернационале    | Итого            | Итого            | 79   | 16   | 12    | 2     | 17        | 1         | 1      | 1      | 109   | 20    |
| Олимпик Марсель   | Лига 1           | 2022/23          | 35   | 14   | 4     | 2     | 5         | 2         | 0      | 0      | 44    | 18    |
| Олимпик Марсель   | Итого            | Итого            | 35   | 14   | 4     | 2     | 5         | 2         | 0      | 0      | 44    | 18    |
| Интернационале    | Серия А          | 2023/24          | 23   | 2    | 0     | 0     | 8         | 2         | 2      | 0      | 33    | 4     |
| Интернационале    | Итого            | Итого            | 23   | 2    | 0     | 0     | 8         | 2         | 2      | 0      | 33    | 4     |
| Всего за карьеру  | Всего за карьеру | Всего за карьеру | 576  | 174  | 71    | 21    | 121       | 23        | 11     | 1      | 779   | 219   |

### Статистика в сборной
| Чили  | Чили | Чили  |
| Год   | Игр  | Голов |
| ----- | ---- | ----- |
| 2006  | 5    | 0     |
| 2007  | 4    | 1     |
| 2008  | 9    | 2     |
| 2009  | 9    | 5     |
| 2010  | 7    | 4     |
| 2011  | 11   | 2     |
| 2012  | 8    | 0     |
| 2013  | 11   | 8     |
| 2014  | 13   | 4     |
| 2015  | 14   | 5     |
| 2016  | 15   | 5     |
| 2017  | 13   | 3     |
| 2018  | 5    | 2     |
| 2019  | 8    | 2     |
| 2020  | 4    | 2     |
| 2021  | 8    | 1     |
| 2022  | 8    | 3     |
| 2023  | 7    | 1     |
| 2024  | 6    | 0     |
| 2025  | 2    | 0     |
| Всего | 167  | 50    |

## Достижения

### Командные
«Коло-Коло»
- Чемпион Чили (2): Кл. 2006, Ап. 2007
- Финалист Южноамериканского кубка: 2006

«Ривер Плейт»
- Чемпион Аргентины: Кл. 2008

«Барселона»
- Чемпион Испании: 2012/13
- Обладатель Кубка Испании: 2011/12
- Обладатель Суперкубка Испании (2): 2011, 2013
- Обладатель Суперкубка УЕФА: 2011
- Победитель Клубного чемпионата мира по футболу: 2011

«Арсенал» (Лондон)
- Обладатель Кубка Англии (2): 2014/15, 2016/17
- Обладатель Суперкубка Англии (3): 2014, 2015, 2017

«Интернационале»
- Чемпион Италии (2): 2020/21, 2023/24
- Обладатель Кубка Италии: 2021/22
- Обладатель Суперкубка Италии (2): 2021, 2023

Сборная Чили
- Обладатель Кубка Америки (2): 2015, 2016

### Личные
- Игрок месяца итальянской Серии А: Февраль 2011
- Игрок года итальянской Серии А: 2010/11[66]
- Игрок года по версии болельщиков ПФА: 2014/15
- Вошёл в символическую сборную года по версии ПФА: 2014/15
- Лучший игрок Кубка Америки: 2016[67]